# William Henry Lainson Tripp
William Henry Lainson Tripp, britanski general, * 1881, † 1959.